# Casas Bajas

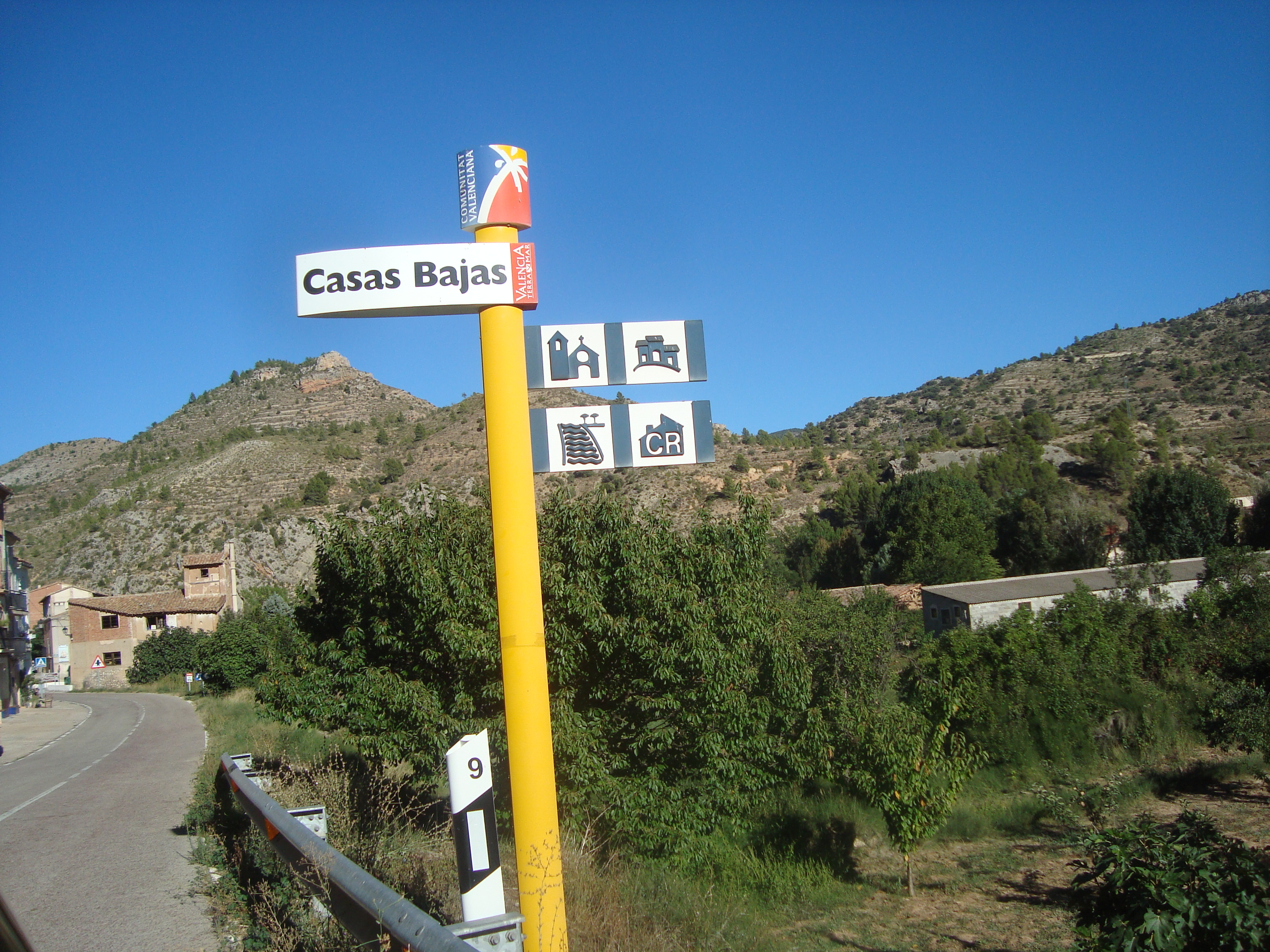
Casas Bajas, Rincón de Ademuz (Valencia, España)

Casas Bajas è un comune spagnolo di 273 abitanti situato nella comunità autonoma Valenciana.

## Altri progetti

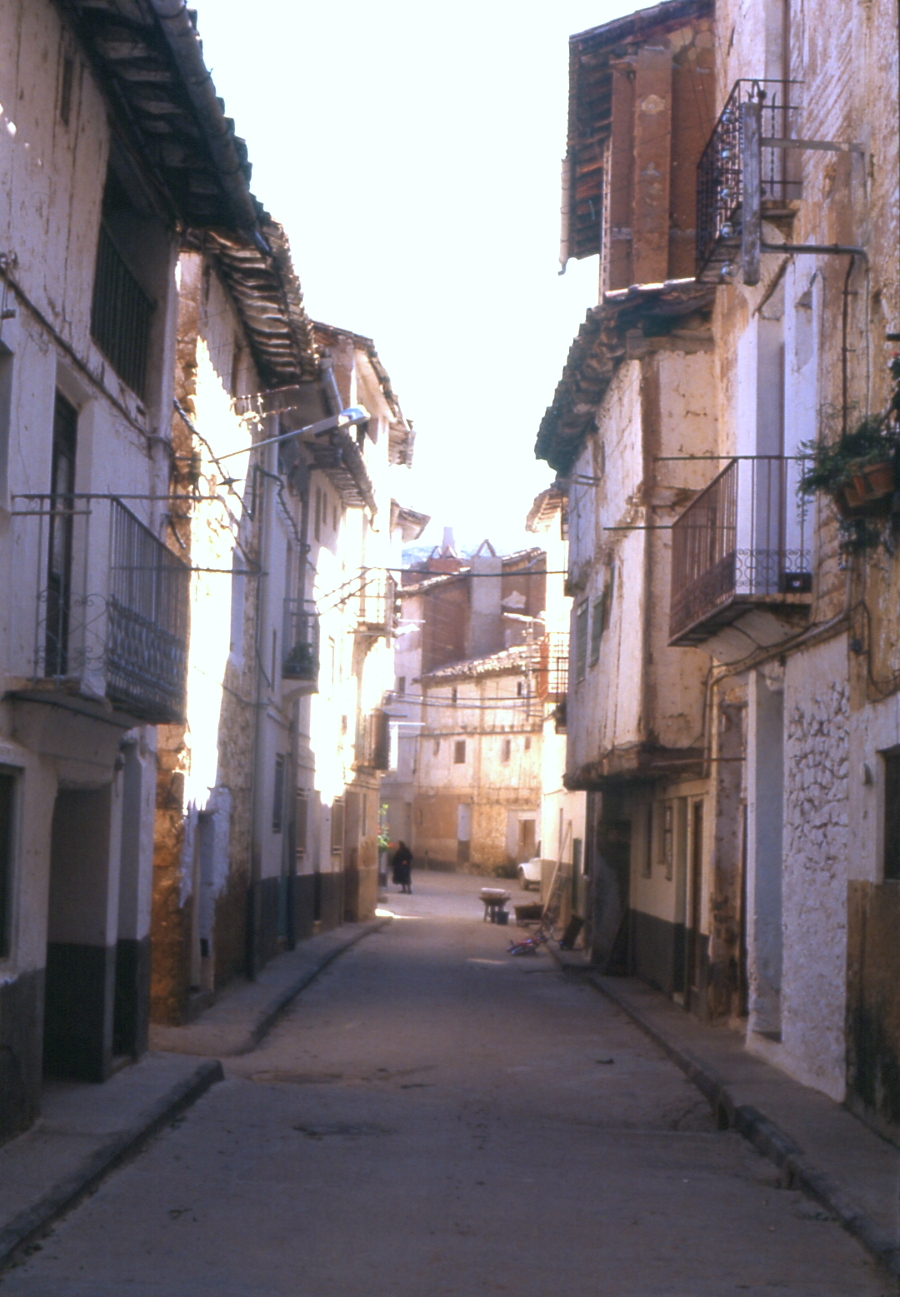
Casas Bajas, calle del Paso nel 1987